# Евроакция
Евроа́кция — акция, которая одновременно котируется как на своём национальном рынке, так и на рынках других стран. Чаще всего речь идёт об акциях транснациональных корпораций, крупных банков или инвестиционных фондов.
Следует отличать рынок евроакций от национальных рынков акций и иностранных рынков акций. В последнем случае акции эмитируются и котируются в конкретном иностранном финансовом центре. Евроакции котируются в каком-либо финансовом центре (преимущественно в Лондоне, в меньшей степени — в Люксембурге и Сингапуре) и продаются одновременно покупателям из разных стран за их национальные валюты.
Принадлежность эмитентов или покупателей к еврозоне вовсе не является критерием. Важным является факт одновременной торговли данными акциями за несколько национальных валют.